# Shot Marilyns
Shot Marilyns es una obra de arte producida en 1964 por Andy Warhol. Consta de cuatro lienzos, cada uno de ellos con un cuadrado de 40 pulgadas y con una pintura de Marilyn Monroe. Estos recuadros fueron atravesados en la frente por el disparo de una única bala. 
Warhol de hecho pintó cinco Marilyns en 1964 con el fondo de diferentes colores: rojo, naranja, azul claro, azul salvia, y turquesa. Los almacenó en La Fábrica, su estudio en Easth 47.ª St. en Manhattan. Dorothy Podber (1932–2008), una amiga de Billy Name, fotógrafo de The Factory, vio las pinturas recientemente hechas y almacenadas una contra otra en el estudio y le preguntó a Warhol que si les podía 'disparar', creyendo él que esto significaba fotografiarlas, y él estuvo de acuerdo. Podber se puso su par de guantes negros, sacó un revólver pequeño de su bolso, he hizo un disparo a donde estaban apiladas las cuatro pinturas de Marilyn, por este motivo es que son conocidas como Shot Marilyns. La quinta pintura con el fondo turquesa no estaba apilada allí. 
Billy Name, en el documental de Ray Johnson How to draw a bunny, describe este acontecimiento como un 'performance' por parte de Podber. Después de haber disparado a las Marilyns y haberse ido, Andy Warhol le pidió a Billy Name que no permitiera que esto volviera a suceder de nuevo con Dorothy. A Podber le fue prohibido volver a La Fábrica de por vida.